# Съскуихана (окръг, Пенсилвания)
 Тази статия е за окръга в Пенсилвания.  За реката вижте Саскуехана.  
Съскуихана (на английски: Susquehanna County /ˌsʌskwəˈhænə ˈkaunti/) е окръг в щата Пенсилвания, Съединените американски щати.
Площта му е 2155 km², а населението – 40 985 души (2017). Административен център е град Монтроуз.